# Koekelberg
Koekelberg is een gemeente in het Brussels Hoofdstedelijk Gewest. De gemeente telt ruim 22.000 inwoners. Ze is in oppervlakte de op een na kleinste gemeente van het Brussels Hoofdstedelijk Gewest, na Sint-Joost-ten-Node en naar bevolking de kleinste van het Brussels Hoofdstedelijk Gewest.
Koekelberg ligt, met de klok mee, ingesloten tussen Sint-Agatha-Berchem, Ganshoren, Jette en Sint-Jans-Molenbeek.

## Geschiedenis
Op de Ferrariskaart uit de jaren 1770 staat de plaats aangeduid als het gehucht Koeckelbergh, net ten oosten van Meulebeeck (Sint-Jans-Molenbeek), langs de weg naar Berchem (Sint-Agatha-Berchem). In die tijd was Koekelberg deel van de parochie van Sint-Jans-Molenbeek. Op het eind van het ancien régime werd Sint-Agatha-Berchem een gemeente, en ging ook het gehucht Koekelberg tot die gemeente behoren. In 1841 werd Koekelberg afgesplitst als nieuwe zelfstandige gemeente.

## Bezienswaardigheden
- De imposante Nationale Basiliek van het Heilig Hart, die gebouwd werd tussen 1930 en 1970 naar de plannen van de Gentse architect Albert Van Huffel.
  - Museum voor Moderne Religieuze Kunst
  - Museum van de Zwartzusters
- De Sint-Annakerk
- Het Belgian Chocolate Village, een museum gewijd aan chocolade.
- Het Gemeentehuis van Koekelberg
- Het Huis van Lefever

Art nouveau in Koekelberg
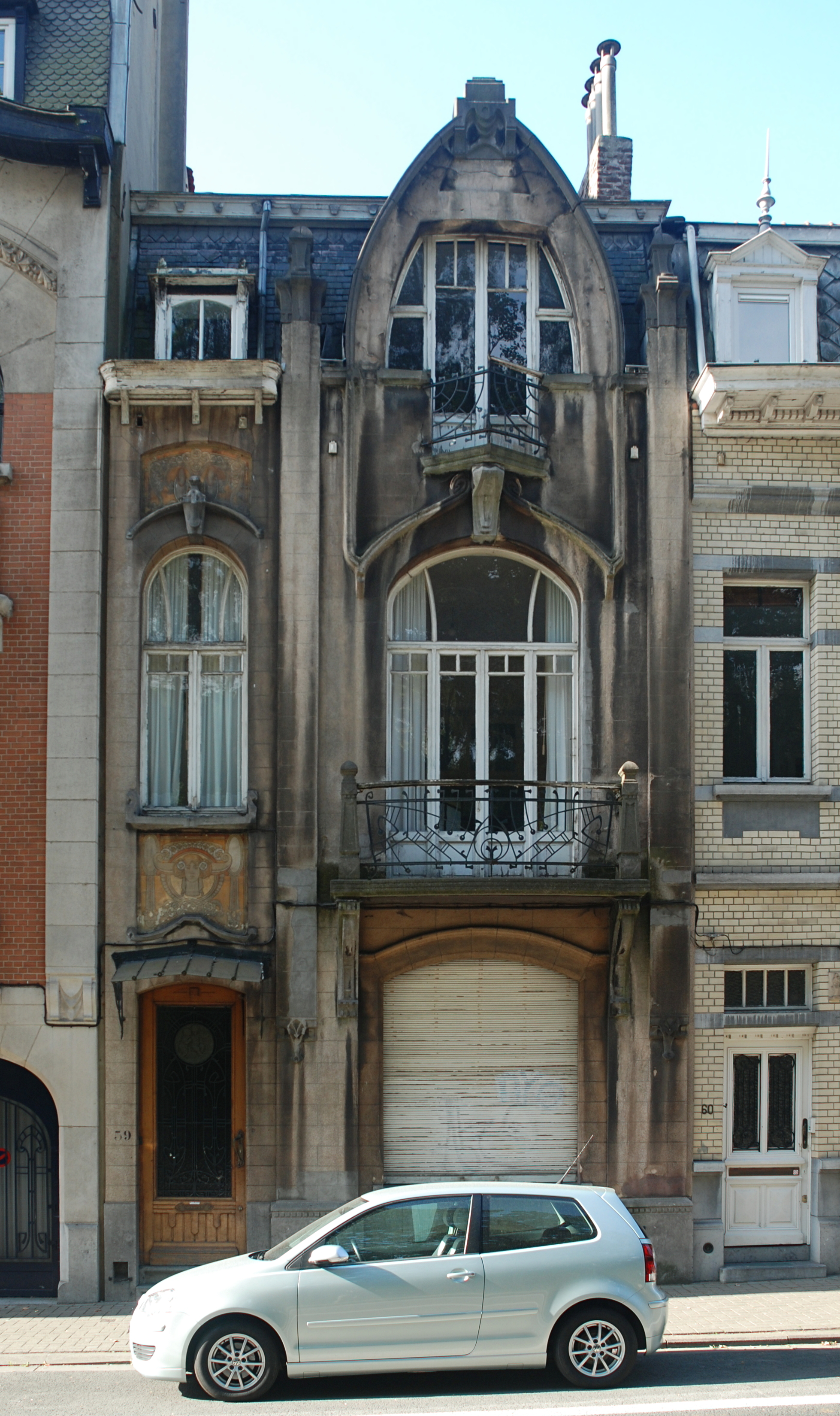
Huis Lefever, Pantheonlaan 59 (1913).
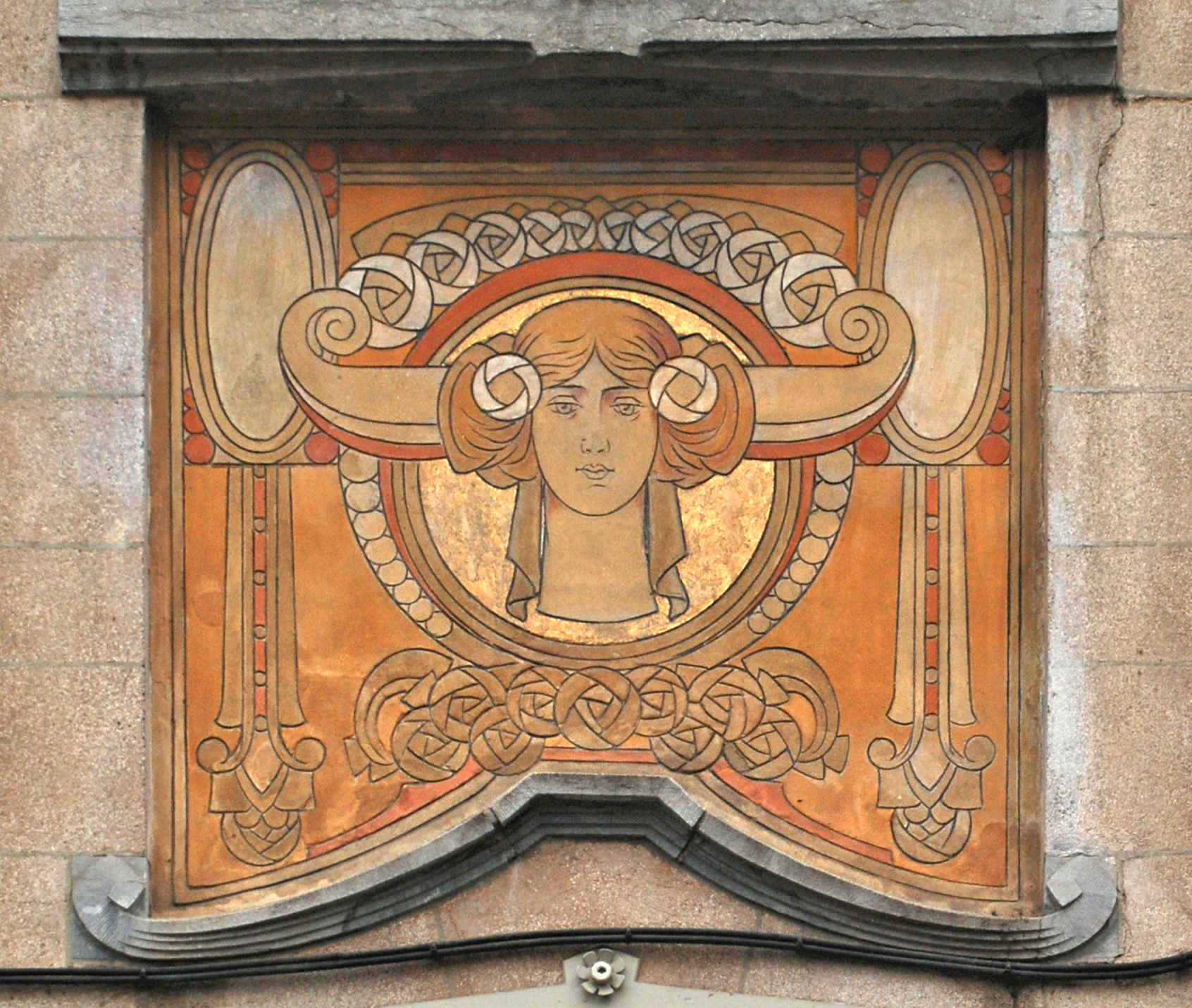
Huis Lefever, sgraffito.
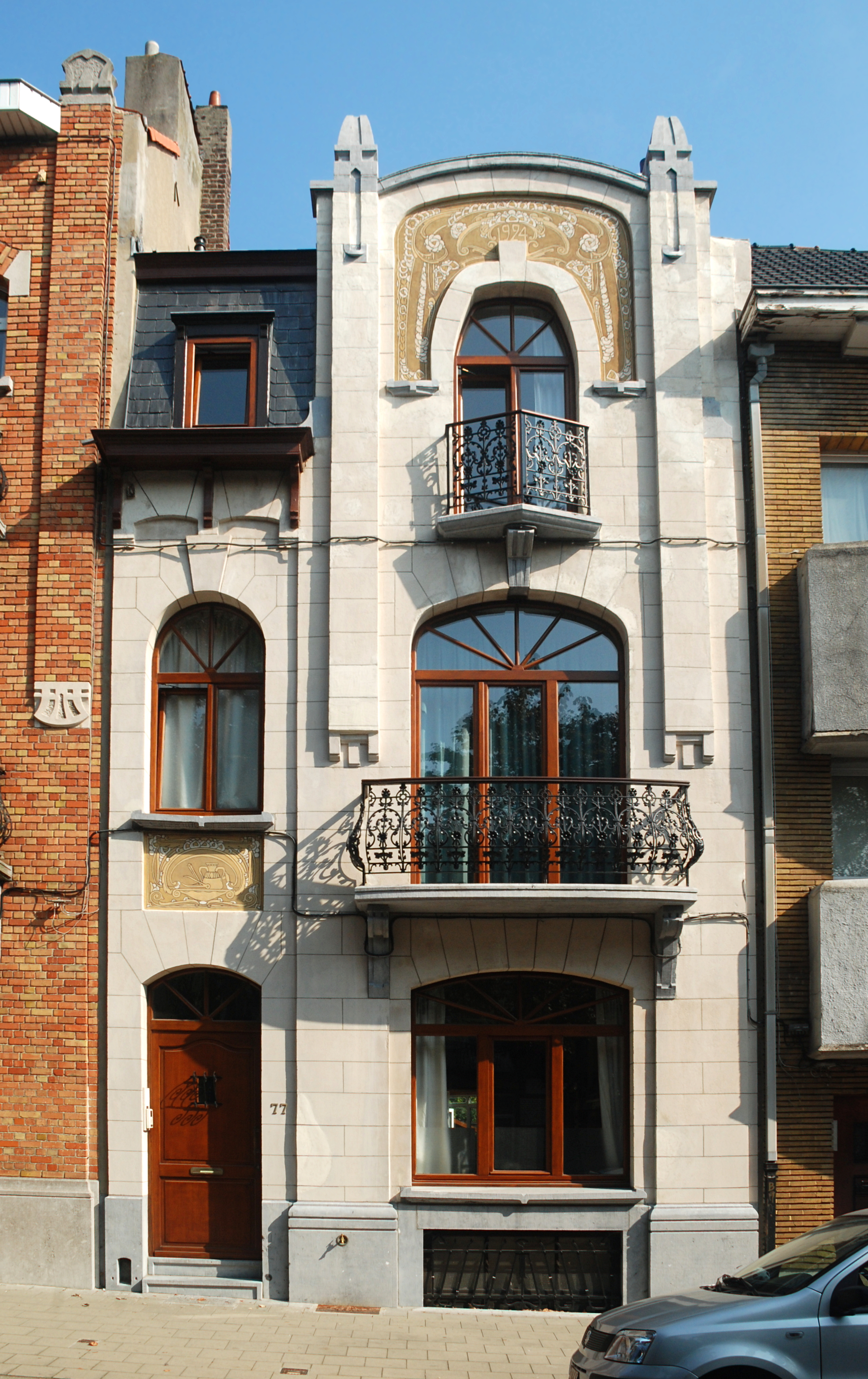
Segherslaan 77 (1924).
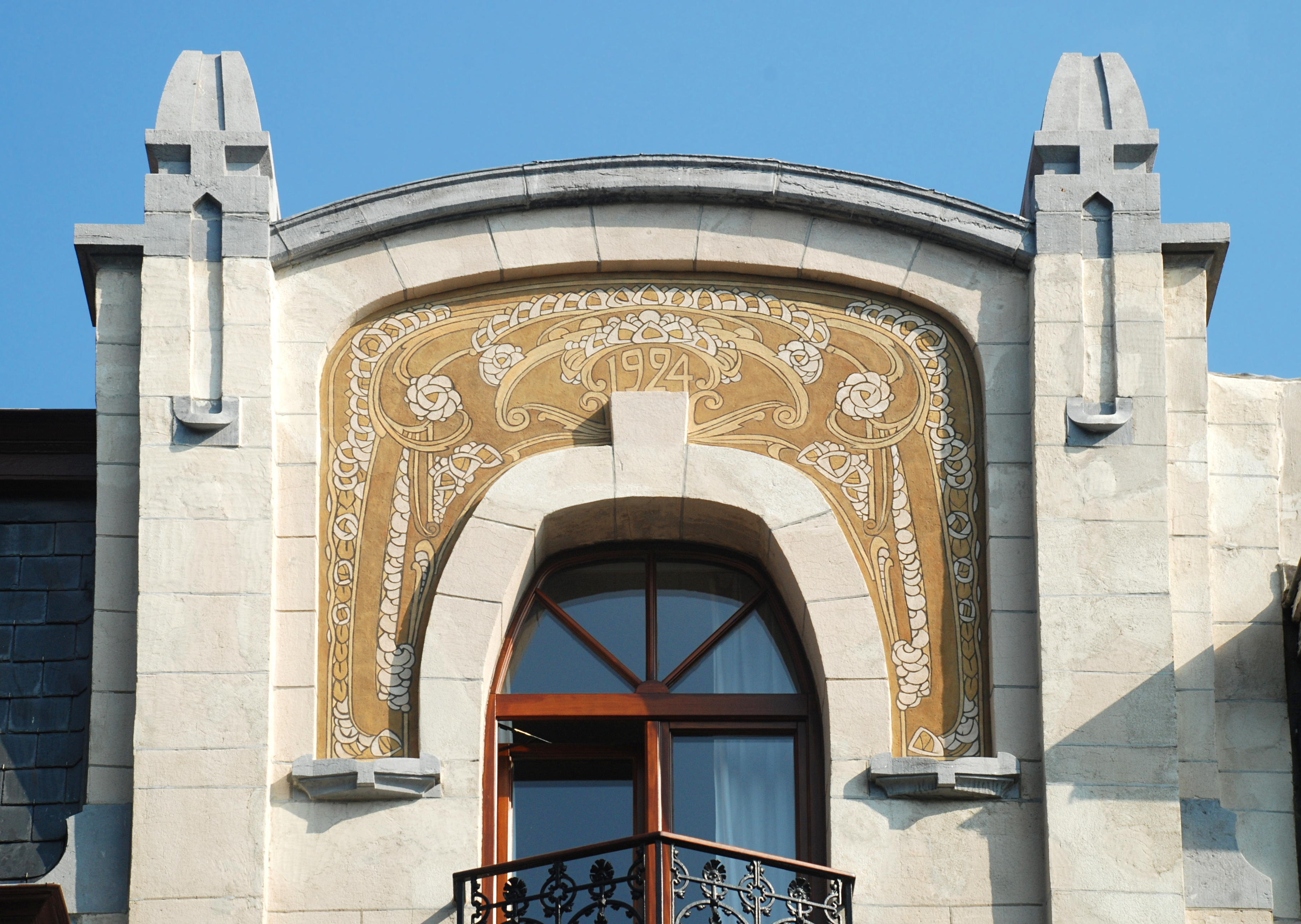
Segherslaan 77, sgraffito.

## Natuur en landschap
Koekelberg ligt op een hoogte van 26-40 meter. Het gebied ligt in de Brusselse agglomeratie en is sterk verstedelijkt. Het Elisabethpark is een belangrijke groene long in Koekelberg.

## Cultuur
In de gemeente bevindt zich het gemeenschapscentrum De Platoo.
Er is ook een gemeentelijke openbare Nederlandstalige bibliotheek, genaamd Boekelberg.

## Politiek
Het gemeentebestuur zetelt in het gemeentehuis van Koekelberg.

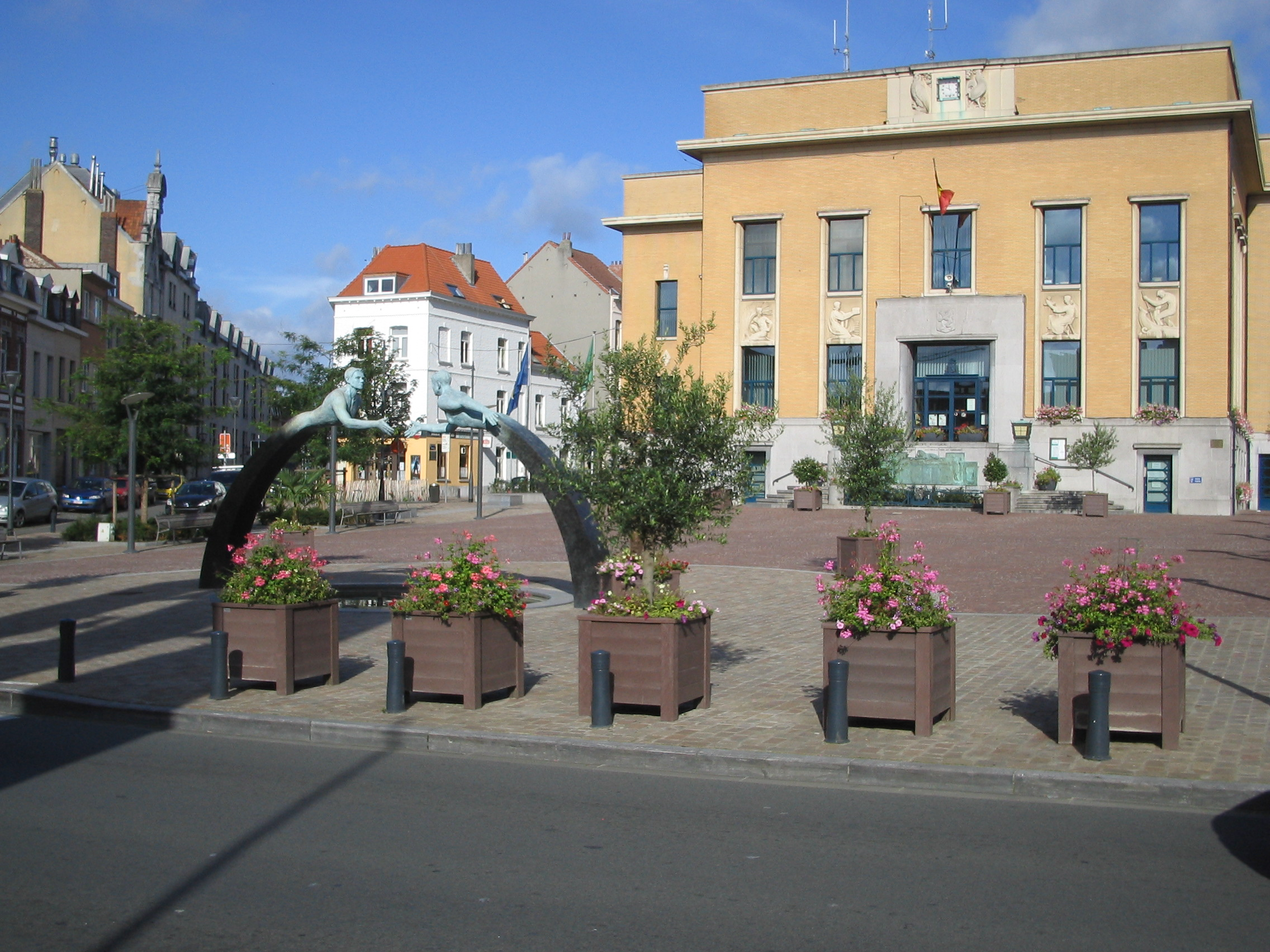
Gemeentehuis en Vanhuffelplein met in de voorgrond Ontmoeting, een sculptuur van Annie Jungers uit 2008.

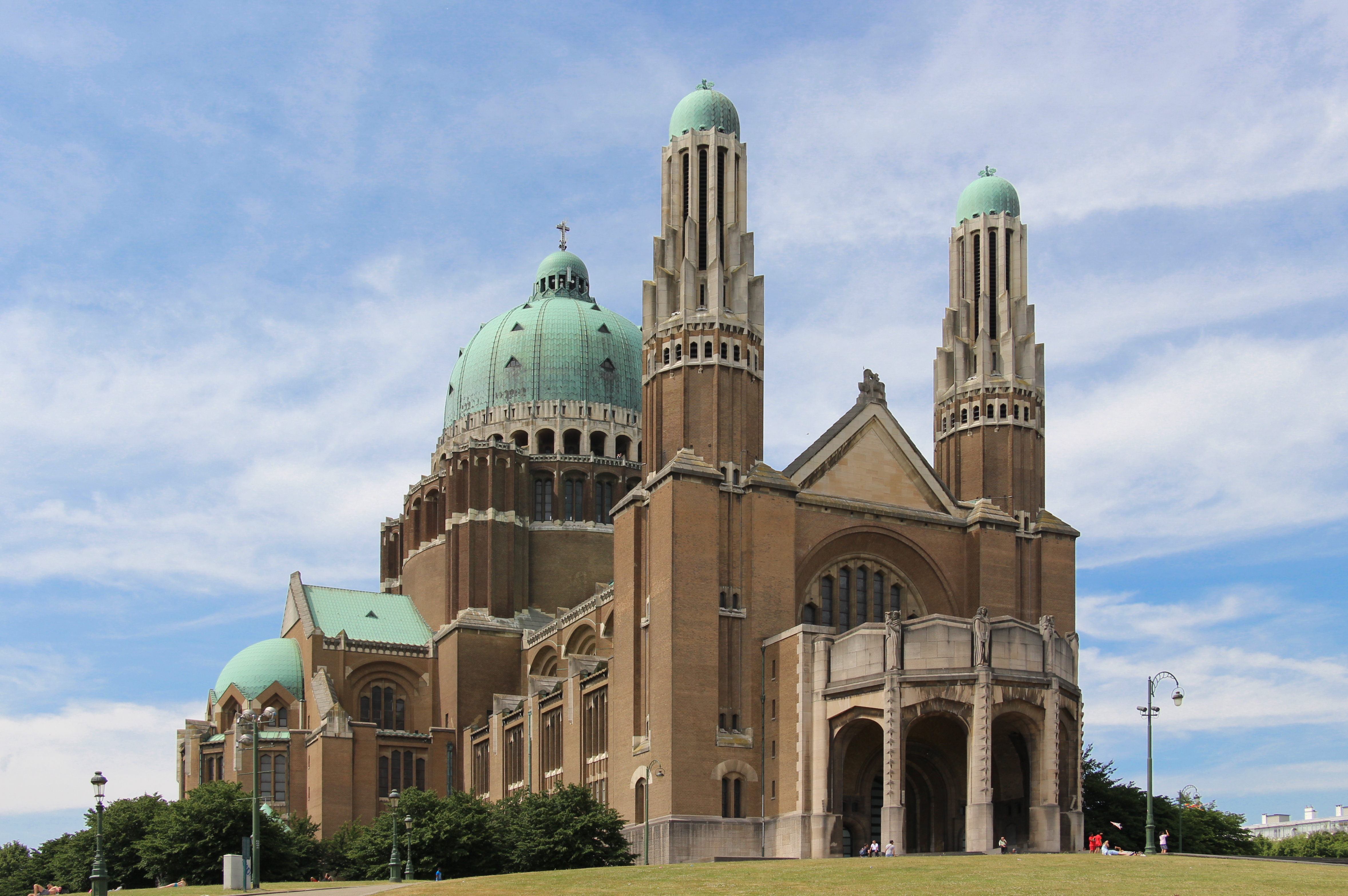
Basiliek van Koekelberg

### Representativiteit
Voor Koekelberg, net zoals voor de andere gemeenten van het Brussels Hoofdstedelijk Gewest, geldt dat het aantal kiezers in verhouding tot het aantal inwoners erg laag ligt, zowel absoluut als in vergelijking met de rest van het land. Dit is het gevolg van het hoge aandeel niet Belgische inwoners (ook al kunnen deze onder bepaalde voorwaarden over gemeentelijk stemrecht beschikken). Daarnaast ligt ook het aantal kiezers dat niet komt opdagen, ondanks de stemplicht, erg hoog zodat het totaal aantal uitgebrachte stemmen, inclusief ongeldige en blanco, in de 19 gemeenten van het gewest slechts 44,66% van het aantal inwoners bedraagt. Koekelberg scoort nauwelijks beter met een verhouding van 45,42% uitgebrachte stemmen/inwoners.

#### Verhouding kiezers/inwoners en absenteïsme bij de gemeenteraadsverkiezingen van 14 oktober 2012
- Koekelberg: 54,87% (kiezers/inw.) - 17,23% (absenteïsme)
- Totaal Brussels Gewest : 53,89% (kiezers/inw.) - 17,14% (absenteïsme)

Ter vergelijking:
- Vlaamse provinciehoofdsteden: 69,30% (kiezers/inw.) - 12,12% (absenteïsme)
- Waalse provinciehoofdsteden: 69,04% (kiezers/inw.) - 17,31% (absenteïsme)

### Lijst van burgemeesters
- 1842-1853: François L. Deneck
- 1853-1874: Joseph Ph. Broustin
- 1874-1885: Louis Joseph Seghers
- 1885-1892: Jean B. Jacquet
- 1892-1896: Jules De Becker
- 1896-1912: François Hellinckx
- 1912-1920: Emile Bossaert
- 1921-1926 Henri Van Huffel
- 1926-1956: Oscar Bossaert
- 1956-1971: Armand Swartenbroeks
- 1971-1980: Paul Bossaert
- 1980-2001: Jacques Pivin
- 2001-2018: Philippe Pivin
- 2018-2024: Ahmed Laaouej
- 2024-heden: Olivia P'tito

### Resultaten gemeenteraadsverkiezingen sinds 1976
| Partij of kartel     | Partij of kartel                                  | 10-10-1976 | 10-10-1976 | 10-10-1982 | 10-10-1982 | 9-10-1988 | 9-10-1988 | 9-10-1994 | 9-10-1994 | 8-10-2000 | 8-10-2000 | 8-10-2006 | 8-10-2006 | 14-10-2012 | 14-10-2012 | 14-10-2018 | 14-10-2018 | 13-10-2024 | 13-10-2024 |
| Stemmen / Zetels     | Stemmen / Zetels                                  | %          | 25         | %          | 25         | %         | 25        | %         | 25        | %         | 25        | %         | 25        | %          | 27         | %          | 27         | %          | 27         |
| -------------------- | ------------------------------------------------- | ---------- | ---------- | ---------- | ---------- | --------- | --------- | --------- | --------- | --------- | --------- | --------- | --------- | ---------- | ---------- | ---------- | ---------- | ---------- | ---------- |
|                      | PTB-PVA1/ PTB-PVDA2                               | -          |            | -          |            | 0,831     | 0         | 1,171     | 0         | 0,612     | 0         | -         |           | -          |            | -          |            | -          |            |
|                      | ECOLO1/ Ecolo-Groen2                              | -          |            | 7,851      | 1          | 12,01     | 2         | 8,341     | 1         | 14,031    | 3         | 11,972    | 2         | 13,092     | 3          | 16,732     | 4          | 14,282     | 3          |
|                      | PS1/ ARKA/ Liste du Bourgmestre2                  | 16,111     | 4          | 14,661     | 4          | 34,02A    | 9         | 9,51      | 2         | 16,191    | 4         | 24,741    | 6         | 28,481     | 8          | 30,601     | 9          | 50,322     | 16         |
|                      | PSC1/ ARKA/ Alternative Humaniste2/ Les Engagés+3 | 8,391      | 1          | 6,421      | 1          | 34,02A    | 9         | -         |           | -         |           | -         |           | -          |            | 9,482      | 2          | 10,622     | 2          |
|                      | FDF1/ ARKA/ FDF-ARK2                              | 25,321     | 7          | 21,171     | 7          | 34,02A    | 9         | 20,081    | 5         | 12,471    | 3         | 2,742     | 0         | -          |            | -          |            | -          |            |
|                      | L.B.1/ Open MR2                                   | 37,81      | 11         | 34,911     | 12         | 50,251    | 14        | 48,291    | 14        | 44,541    | 14        | 53,081    | 16        | 56,331     | 16         | 38,791     | 12         | 22,082     | 6          |
|                      | N-VA                                              | -          |            | -          |            | -         |           | -         |           | -         |           | -         |           | -          |            | 3,50       | 0          | 2,70       | 0          |
|                      | Vlaams Blok1/ Vlaams Belang2                      | -          |            | -          |            | 2,891     | 0         | -         |           | 5,71      | 1         | 7,472     | 1         | -          |            | -          |            | -          |            |
|                      | FN                                                | -          |            | -          |            | -         |           | 12,61     | 3         | 3,8       | 0         | -         |           | -          |            | -          |            | -          |            |
|                      | EENH76                                            | 12,38      | 2          | -          |            | -         |           | -         |           | -         |           | -         |           | -          |            | -          |            | -          |            |
| Anderen(*)           | Anderen(*)                                        | -          |            | 14,99      | 0          | -         |           | -         |           | 2,66      | 0         | -         |           | 2,1        | 0          | 0,9        | 0          | -          |            |
| Totaal stemmen       | Totaal stemmen                                    | 11.039     | 11.039     | 9.460      | 9.460      | 8.739     | 8.739     | 8.246     | 8.246     | 8.287     | 8.287     | 9.623     | 9.623     | 9.384      | 9.384      | 9.672      | 9.672      | 9.020      | 9.020      |
| Opkomst %            | Opkomst %                                         |            |            |            |            | 87,51     | 87,51     | 85,35     | 85,35     | 84,59     | 84,59     | 86,61     | 86,61     | 82,77      | 82,77      | 85,12      | 85,12      | 79,77      | 79,77      |
| Blanco en ongeldig % | Blanco en ongeldig %                              | 5,23       | 5,23       | 6,67       | 6,67       | 6,2       | 6,2       | 5,68      | 5,68      | 5,1       | 5,1       | 5,64      | 5,64      | 7,74       | 7,74       | 7,66       | 7,66       | 7,62       | 7,62       |

De rode cijfers naast de gegevens duiden aan onder welke naam de partijen telkens bij een verkiezing opkwamen, rode letters duiden de kartels aan.

De zetels van de gevormde meerderheid staan vetjes afgedrukt. De grootste partij is in kleur.

(*) 1982: KOEBEL (4,39%), CVP (4,13%), UDRT-RAD (3,84%), INT-KOE (2,63%) / 2000: VU&ID (2,66%)/ 2012: Égalité (2,1%) / 2018: Citoyen d'Europe M3E (0,90%)

## Demografische ontwikkeling
- Bronnen:NIS, Opm:1806 tot en met 1981=volkstellingen; 1990 en later= inwonertal op 1 januari

| Inwoners van jaar tot jaar op 1 januari 1992 tot heden | Inwoners van jaar tot jaar op 1 januari 1992 tot heden | Inwoners van jaar tot jaar op 1 januari 1992 tot heden |
| jaar                                                   | Aantal                                                 | Evolutie: 1992=index 100                               |
| ------------------------------------------------------ | ------------------------------------------------------ | ------------------------------------------------------ |
| 1992                                                   | 16.023                                                 | 100,0                                                  |
| 1993                                                   | 16.218                                                 | 101,2                                                  |
| 1994                                                   | 16.084                                                 | 100,4                                                  |
| 1995                                                   | 16.176                                                 | 101,0                                                  |
| 1996                                                   | 15.916                                                 | 99,3                                                   |
| 1997                                                   | 15.791                                                 | 98,6                                                   |
| 1998                                                   | 15.875                                                 | 99,1                                                   |
| 1999                                                   | 16.014                                                 | 99,9                                                   |
| 2000                                                   | 16.211                                                 | 101,2                                                  |
| 2001                                                   | 16.343                                                 | 102,0                                                  |
| 2002                                                   | 16.716                                                 | 104,3                                                  |
| 2003                                                   | 17.021                                                 | 106,2                                                  |
| 2004                                                   | 17.317                                                 | 108,1                                                  |
| 2005                                                   | 17.721                                                 | 110,6                                                  |
| 2006                                                   | 18.157                                                 | 113,3                                                  |
| 2007                                                   | 18.541                                                 | 115,7                                                  |
| 2008                                                   | 19.025                                                 | 118,7                                                  |
| 2009                                                   | 19.380                                                 | 121,0                                                  |
| 2010                                                   | 19.812                                                 | 123,6                                                  |
| 2011                                                   | 20.261                                                 | 126,4                                                  |
| 2012                                                   | 20.661                                                 | 128,9                                                  |
| 2013                                                   | 21.025                                                 | 131,2                                                  |
| 2014                                                   | 21.317                                                 | 133,0                                                  |
| 2015                                                   | 21.525                                                 | 134,3                                                  |
| 2016                                                   | 21.638                                                 | 135,0                                                  |
| 2017                                                   | 21.609                                                 | 134,9                                                  |
| 2018                                                   | 21.774                                                 | 135,9                                                  |
| 2019                                                   | 21.990                                                 | 137,2                                                  |
| 2020                                                   | 21.959                                                 | 137,0                                                  |
| 2021                                                   | 21.873                                                 | 136,5                                                  |
| 2022                                                   | 22.023                                                 | 137,4                                                  |
| 2023                                                   | 22.563                                                 | 140,8                                                  |
| 2024                                                   | 22.648                                                 | 141,3                                                  |
| 2025                                                   | 22.979                                                 | 143,4                                                  |

## Partnersteden
- Hyères (Frankrijk)
- Sanlúcar (Spanje)
- Kolobrzeg (Polen)

Er werden eveneens vriendschapcharters gesloten met volgende contactsteden:
- Bastenaken (België)
- Ieper (België)
- Kelmis (België)
- Aeghion (Griekenland)
- Bournemouth (Groot-Brittannië)
- Borsele (Nederland)
- Glostrup (Denemarken)
- Santarem (Portugal)

## Geboren in Koekelberg
- Pierre Draps (1919-2012), chocolatier
- Raymond Gérôme (1920-2002), acteur
- Ignaas Veys (1946-1996), dichter
- Johan Vanderbracht (1931-2007), acteur en regisseur[7]
- Emile Hayoit (1898- ?), olympisch atleet (zeilen)[8]
- François Rents (1900- ?), cameraman[9]

## Reus van Koekelberg
Sinds 2015 hebben de Koekelbergenaars hun eigen reus: Raimundo. De reus stelt voormalig voetbalcoach Raymond Goethals voor, speler en trainer van verschillende Belgische en buitenlandse voetbalploegen. De inhuldiging van de reus vond plaats op 19 december 2015. De reus werd gebouwd door de Manne van de Platou, een vzw die het Brussels dialect en folklore in ere houdt.

## Nabijgelegen kernen
Ganshoren, Sint-Agatha-Berchem, Sint-Jans-Molenbeek, Jette